# Сухару (Долж)
Сухару (рум. Suharu) — село у повіті Долж в Румунії. Входить до складу комуни Вела.
Село розташоване на відстані 216 км на захід від Бухареста, 34 км на захід від Крайови.

## Населення
За даними перепису населення 2002 року у селі проживали 232 особи, усі — румуни. Усі жителі села рідною мовою назвали румунську.